# Sukorambi (plaats)
Sukorambi is een bestuurslaag in het regentschap Jember van de provincie Oost-Java, Indonesië. Sukorambi telt 10.855 inwoners (volkstelling 2010).